# Mitoura gryneus
Mitoura gryneus är en fjärilsart som beskrevs av Jacob Hübner 1816. Mitoura gryneus ingår i släktet Mitoura och familjen juvelvingar. Inga underarter finns listade i Catalogue of Life.